# Liste der Kulturdenkmäler in Worms-Wiesoppenheim
In der Liste der Kulturdenkmäler in Worms-Wiesoppenheim sind alle Kulturdenkmäler des Stadtteils Worms-Wiesoppenheim aufgeführt. Grundlage ist die Denkmalliste des Landes Rheinland-Pfalz (Stand: 1. Juni 2023).

## Einzeldenkmäler
| Bezeichnung                            | Lage                                   | Baujahr | Beschreibung                                                                                                   | Bild                           |
| -------------------------------------- | -------------------------------------- | ------- | --- | ------------------------------ |
| Kapelle zur Schmerzhaften Muttergottes | Borngasse 19 Lage                      | 1886    | Krüppelwalmdachbau mit Dachreiter, 1886                                                                        | weitere Bilder Fotos hochladen |
| Schulhaus                              | Oberwiesenstraße 1 Lage                | 1907    | ehemalige Schule mit Lehrerwohnung; repräsentativer eingeschossiger Mansardwalmdachbau mit Giebelrisalit, 1907 | Fotos hochladen                |
| Katholische Pfarrkirche St. Martin     | Oberwiesenstraße 5 Lage                | 1875/76 | neuromanischer Sandsteinquaderbau, 1875/76                                                                     | weitere Bilder Fotos hochladen |
| Ortsverwaltung                         | Theodor-Storm-Straße 67 Lage           | um 1870 | ehemalige Schule; fünfachsiger neuklassizistischer Putzbau, um 1870                                            | Fotos hochladen                |
| Kriegerdenkmal                         | Theodor-Storm-Straße, vor Nr. 67 Lage  | 1878    | Kriegerdenkmal 1870/71; adlerbekrönter Sandsteinobelisk, bezeichnet 1878                                       | weitere Bilder Fotos hochladen |
| Kreuz                                  | Theodor-Storm-Straße, vor Nr. 95 Lage  | 1766    | Kreuz, barocker Korpus und Sockel, ehemals bezeichnet 1766 (Kreuz erneuert)                                    | Fotos hochladen                |
| Fassade                                | Theodor-Storm-Straße, an Nr. 117 Lage  | um 1850 | Straßenfassade eines Hofanwesens, um 1850, verändert im ersten Viertel des 20. Jahrhunderts                    | weitere Bilder Fotos hochladen |
| Friedhofskreuz                         | Zum Steinbuckel, auf dem Friedhof Lage | 1776    | Friedhofskreuz, barocker Sockel bezeichnet 1776, Kreuz mit Korpus 1834 erneuert                                | weitere Bilder Fotos hochladen |